# Giáo hoàng Siriciô
Siricius (tiếng Việt là Siriciô) là người kế nhiệm Giáo hoàng Damasus và là vị Giáo hoàng thứ 38. Ông được suy tôn là một vị thánh của nhà thờ Công giáo. Theo niên giám tòa thánh năm 1861 thì ông lên ngôi năm 384 và ở ngôi trong 14 năm. Niên giám tòa thánh năm 2003 xác định triều đại của ông bắt đầu từ ngày 15,22 hoặc 29 tháng 12 năm 384 cho đến khi ông qua đời ngày 26 tháng 11 năm 399.

## Triều đại giáo hoàng
Siricius sinh tại Roma có cha là một người tên Tiburcô. Ông đã trở thành người phục vụ giáo hội từ rất sớm. Theo văn bia đặt trên bia mộ của ông thì trong triều Giáo hoàng Liberius (352-366) ông đã là một người đọc sách (readrship, liturgy) sau đó là một phó tế. Sau cái chết của Giáo hoàng Damasus, Siricius đã được bầu làm Giáo hoàng vào tháng 12 năm 384. Mặc dù, khi đó ngụy Giáo hoàng Ursino vẫn còn sống và đã vận động để mình được bầu làm Giáo hoàng.
Dưới triều đại của ông, Vương cung thánh đường Thánh Phao lô ngoại thành đã được xây dựng, trên chỗ được coi là mộ của vị tông đồ, trên đường Ostiensê. Siricius đã thánh hiến thánh đường này vào năm 390. Tên ông có trên một cột trụ còn lại trong trận hỏa hoạn năm 1823.

### Độc thân tu sĩ
Đức Siricius quy định các linh mục và phó tế phải sống độc thân và ra sắc lệnh chỉ có Giám mục mới có thể phong chức cho linh mục. Ông là một con người đầy nghị lực và có khả năng điều khiển chi tiết mọi tình hình. Ông là tác giả của hai lá thư liên quan đến vấn đề độc thân của tu sĩ. Về vấn đề độc thân của tu sĩ ngay từ những thế kỷ đầu đã được khuyến khích, nhưng chưa có luật buộc.
Từ thế kỷ IV, luật này bắt đầu được áp dụng ở nhiều nơi: Công đồng Elvira (Tây Ban Nha) năm 300, Nicea năm 325, Rô-ma năm 386 đều có những luật về đời sống độc thân giáo sĩ nhưng không giống nhau (xem E.Vacandard: Célibat ecclésiastique, trong: Dict, de Théol, Cath).

### Chống lạc giáo
Đức Siricius là một người chống lạc giáo hăng say, với sự cộng tác của Ambrôsiô, Giám mục Milanô. Trong công đồng Capoue (392) ông đã lên án Bônôsiô, Giám mục Sarđica, là người phủ nhận sự đồng trinh của Maria. Cũng năm đó, ông lên án, trong một công đồng ở Rôma, đan sĩ Gioovinianô là người chẳng những cũng phủ nhận sự đồng trinh của đức trinh nữ mà còn không thừa nhận đời sống độc thân và khiết tịnh.
Tuy nhiên ông để cho các giáo hội địa phương lo chùng phạt hai người lạc giáo này. Tiếp theo Damasus ông can thiệp vào cuộc tranh luật của những người theo Priscillianô. Sau khi hoàng đế Maximô băng hà năm 388, ông trừng phạt các Giám mục đã giao Priscillianô và bạn bè của ông này cho thế quyền. Đặc biệt Ithaciô, Giám mục của thành phố nơi Priscillianô bị hành hình. Siricius cũng lên án Fêlix, Giám mục Trèves, là người ủng hộ Ithaciô. Cuối cùng ông cho phép những người theo Priscillianô được trở về trong lòng giáo hội.

## Khẳng định quyền giáo hoàng
Truyền thống cho rằng ông là người đầu tiên sau Thánh Phêrô dùng tước hiệu "đức giáo hoàng" (Papa) từ tiếng Hy Lạp. Ông đã bỏ cách xử thế của các vị tiền nhiệm là những người xem mình là anh em của các Giám mục khác để trở thành ông vua được trao tất cả quyền hành. Đến nay từ này vẫn còn được công nhận, là từ ghép bởi những chữ đầu của thành ngữ: Petri Apostoli Potestatem Accipiens (người nhận quyền của Tông Đồ Phêrô). Tuy nhiên tiêu đề Pope đã được dùng từ đầu thế kỷ III cho tất cả các Giám mục của phương Tây. Ở phương đông, dường như nó chỉ được sử dụng cho Giám mục của Alexandria. Từ thế kỷ thứ VI, nó bắt đầu được giới hạn chỉ cho Giám mục của Rô-ma, một điều chắc chắn là từ thế kỷ XI.
Himère Giám mục Tarragone (Tây Ban Nha) đã gửi cho vị tiền nhiệm là Giáo hoàng Damasus một bức thư của trong đó chứa một danh sách 15 vấn đề về phép rửa, sự ăn năn tội, kỷ luật của Giáo hội và sự độc thân của giới tu sĩ, bí tích truyền chức và bí tích hôn nhân. Thư phản hồi của Siricius vào ngày 23 tháng 2 năm 385 đã trả lời các câu hỏi và chứng minh thẩm quyền cao nhất của người đứng đầu Giáo hội. Những chỉ dẫn được lấy lại những điều quy định của công đồng Nicêa (325) và công đồng Sarđica (343). Tuy nhiên Siricius đã phối hợp chúng thành hình phạt. Thư này có tầm quan trọng đặc biệt vì nó là văn bản của Giáo hoàng lâu đời nhất được bảo tồn. Bức thư của ông gửi cho Himère de Tarragone có ý nghĩa đặc biệt về hành động lập pháp của các vị Giáo hoàng trong hậu bán thế kỷ IV.
Tông thư có giá trị như sắc lệnh này được nối tiếp bằng những bức thư khác thúc dục các Giám mục Phi châu áp dụng các khoản luật của hai công đồng Rôma, do Giáo hoàng Damasus triệu tập và do chính ông triệu tập vào năm 386. Như vậy là khởi đầu cho sự lập pháp của Giáo hoàng. Khoản luật đầu tiên liên quan đến việc tấn phong Giám mục và buộc các giáo sĩ giữ đức khiết tịnh. Khoản luật thứ hai đòi hỏi phải điều tra trước về các ứng viên các chức thánh.

## Con người
Thánh Giêrônimô, trong thư CXXVII của ngài gợi lên sự thiếu óc phán đoàn của ông: ngài trách ông đã cấp cho Rufinô Aquilê, bị nghi là lạc giáo, một chứng chỉ về tính chính thống.
Ngược lại thánh Ambrôsiô, trong thư XLII của ngài lại khen ngợi hành động của ông chống lại các lạc giáo. Isiđôrô Seevilla gọi ông là clarissimus pontifex ("giáo hoàng rất nổi tiếng").
Ông qua đời ngày 16 tháng 11 năm 399 và được giáo hội kính nhớ vào ngày này. Trước đó, ông được mừng lễ vào ngày 31 tháng 10. Ông đã được Đức Benedict XIV ghi tên vào sổ các vị tử đạo Rô-ma. 